# 2023년 스페인 그랑프리
2023 스페인 그랑프리(공식 명칭: 포뮬러 1 AWS 그란 프레미오 데 에스파냐 2023)는 스페인에 위치한 바르셀로나 카탈루냐 서킷에서 열린 포뮬러 원 대회로 스페인 그랑프리의 78번째 대회이다. 이번 그랑프리는 2023년 포뮬러 원 시즌의 8번째 라운드로 6월 2일부터 4일까지 열렸다.